# HD 131657
HD 131657，又名CD-47 9543，SAO 225306、HR 5559，是一颗恒星，视星等为5.64，位于銀經323.63，銀緯9.9，其B1900.0坐标为赤經14h 49m 44.3s，赤緯-47° 9.9′ 24″。